# 集邦科技
集邦科技（英語：TrendForce）是科技與半導體產業相關的市場研究與顧問服務公司，主要客戶為科技產業，行業類別如半導體、光電、面板、通訊、人工智慧領域的產業分析，並於2015年併購拓墣科技，擴大營業範疇，包括高科技發展、政策與產業鏈調研。

## 研究範疇
集邦科技主要研究領域包括：
- 半導體與關鍵元件，包括晶圓代工、記憶體（如DRAM和NAND Flash）及IC設計與封測產業，關注技術演進、供需變化與價格波動，至被動元件與電源管理等關鍵零組件，掌握上中下游產業鏈動態。[5][6][7][8][9][10]

- AI與資訊安全領域，分析 AI 晶片、雲端架構與終端設備發展趨勢，並觀察資安產業在企業應用、法規與技術層面的變化。[11]

- 顯示器與面板技術，追蹤面板應用於各類終端裝置的出貨與報價走勢，並分析 OLED、Mini LED 等新興顯示技術的發展與品牌策略變化。[12][13]

- 消費性電子與通訊設備，涵蓋智慧型手機、筆電與穿戴裝置等產品線，探討品牌佈局、技術更新與零組件供應狀況，解析通膨、政策與國際情勢對終端需求的影響。[14]

- 智慧終端應用，包括機器人技術與電動車產業之趨勢觀察，涵蓋人形機器人與人工智慧訓練平台的產業動態、硬體布局與全球生態鏈演進，以及新能源車銷售成長、市佔變化、鋰電池與關鍵金屬的供需趨勢與資源配置分析。[15][16][17]

## 外部連結
- （繁體中文）（英文）（简体中文） 集邦科技